# Мюнір Реджеп Акташ
Мюнір Реджеп Акташ (тур. Münir Recep Aktaş; нар. 26 червня 1989) — турецький борець вільного стилю, бронзовий призер чемпіонату світу серед студентів, бронзовий призер чемпіонату Європи, срібний призер Кубку світу, чемпіон Європи серед кадетів.

## Життєпис
Виступав за спортивний клуб «Aski» Анкара. Тренер — Абдулла Чакмар (з 2011).

## Спортивні результати на міжнародних змаганнях

### Виступи на Чемпіонатах світу
| Змагання                        | Збірна    | Вагова категорія          | Місце |
| ------------------------------- | --------- | ------------------------- | ----- |
| Чемпіонат світу з боротьби 2014 | Туреччина | вільна боротьба, до 61 кг | 12    |
| Чемпіонат світу з боротьби 2015 | Туреччина | вільна боротьба, до 61 кг | 8     |

### Виступи на Чемпіонатах Європи
| Змагання                         | Збірна    | Вагова категорія          | Місце  |
| -------------------------------- | --------- | ------------------------- | ------ |
| Чемпіонат Європи з боротьби 2012 | Туреччина | вільна боротьба, до 60 кг | 12     |
| Чемпіонат Європи з боротьби 2013 | Туреччина | вільна боротьба, до 60 кг | 5      |
| Чемпіонат Європи з боротьби 2014 | Туреччина | вільна боротьба, до 61 кг | 9      |
| Чемпіонат Європи з боротьби 2016 | Туреччина | вільна боротьба, до 61 кг | 8      |
| Чемпіонат Європи з боротьби 2022 | Туреччина | вільна боротьба, до 65 кг | Бронза |

### Виступи на Європейських іграх
| Змагання              | Збірна    | Вагова категорія          | Місце |
| --------------------- | --------- | ------------------------- | ----- |
| Європейські ігри 2015 | Туреччина | вільна боротьба, до 61 кг | 5     |

### Виступи на Кубках світу
| Змагання                    | Збірна    | Вагова категорія          | Місце  |
| --------------------------- | --------- | ------------------------- | ------ |
| Кубок світу з боротьби 2013 | Туреччина | вільна боротьба, до 60 кг | Срібло |
| Кубок світу з боротьби 2019 | Туреччина | команда                   | 8      |

### Виступи на Чемпіонатах світу серед студентів
| Змагання                                        | Збірна    | Вагова категорія          | Місце  |
| ----------------------------------------------- | --------- | ------------------------- | ------ |
| Чемпіонат світу з боротьби серед студентів 2012 | Туреччина | вільна боротьба, до 60 кг | Бронза |

### Виступи на Іграх ісламської солідарності
| Змагання                          | Збірна    | Вагова категорія          | Місце |
| --------------------------------- | --------- | ------------------------- | ----- |
| Ігри ісламської солідарності 2017 | Туреччина | вільна боротьба, до 61 кг | 7     |

### Виступи на Середземноморських іграх
| Змагання                    | Збірна    | Вагова категорія          | Місце |
| --------------------------- | --------- | ------------------------- | ----- |
| Середземноморські ігри 2022 | Туреччина | вільна боротьба, до 65 кг | 5     |

### Виступи на інших змаганнях
| Змагання                                                      | Збірна    | Вагова категорія          | Місце  |
| ------------------------------------------------------------- | --------- | ------------------------- | ------ |
| Турнір Дана Колова — Николи Петрова 2010                      | Туреччина | вільна боротьба, до 60 кг | 5      |
| Турнір Яшара Догу 2011                                        | Туреччина | вільна боротьба, до 60 кг | Срібло |
| Турнір Алі Алієва 2011                                        | Туреччина | вільна боротьба, до 60 кг | 9      |
| Золотий Гран-прі з боротьби 2011 (Баку)                       | Туреччина | вільна боротьба, до 60 кг | 12     |
| Тестовий турнір FILA 2011                                     | Туреччина | вільна боротьба, до 60 кг | Срібло |
| Олімпійський кваліфікаційний турнір з боротьби 2012 (Тайюань) | Туреччина | вільна боротьба, до 60 кг | 9      |
| Меморіал Вацлава Циолковського 2012                           | Туреччина | вільна боротьба, до 60 кг | Срібло |
| Вогні Москви 2012                                             | Туреччина | вільна боротьба, до 60 кг | Срібло |
| Літня Універсіада 2013                                        | Туреччина | вільна боротьба, до 60 кг | 7      |
| Турнір Яшара Догу 2014                                        | Туреччина | вільна боротьба, до 61 кг | 9      |
| Турнір Дана Колова — Николи Петрова 2014                      | Туреччина | вільна боротьба, до 61 кг | Срібло |
| Турнір Олександра Медведя 2014                                | Туреччина | вільна боротьба, до 61 кг | 12     |
| Меморіал Вацлава Циолковського 2014                           | Туреччина | вільна боротьба, до 61 кг | Бронза |
| Турнір Яшара Догу 2015                                        | Туреччина | вільна боротьба, до 61 кг | Срібло |
| Меморіал Вацлава Циолковського 2015                           | Туреччина | вільна боротьба, до 61 кг | Бронза |
| Турнір Олександра Медведя 2016                                | Туреччина | вільна боротьба, до 61 кг | 12     |
| Турнір Дана Колова — Николи Петрова 2017                      | Туреччина | вільна боротьба, до 61 кг | Срібло |
| Турнір Дана Колова — Николи Петрова 2019                      | Туреччина | вільна боротьба, до 61 кг | 5      |
| Київський Міжнародний турнір з боротьби 2019                  | Туреччина | вільна боротьба, до 61 кг | 8      |
| Турнір Яшара Догу 2019                                        | Туреччина | вільна боротьба, до 61 кг | Срібло |
| Турнір Яшара Догу 2020                                        | Туреччина | вільна боротьба, до 61 кг | Бронза |
| Турнір Яшара Догу 2021                                        | Туреччина | вільна боротьба, до 61 кг | 5      |

### Виступи на змаганнях молодших вікових груп
| Змагання                                       | Збірна    | Вагова категорія          | Місце  |
| ---------------------------------------------- | --------- | ------------------------- | ------ |
| Чемпіонат Європи з боротьби серед кадетів 2006 | Туреччина | вільна боротьба, до 46 кг | Золото |
| Чемпіонат світу з боротьби серед юніорів 2009  | Туреччина | вільна боротьба, до 60 кг | 14     |